# Bền vững

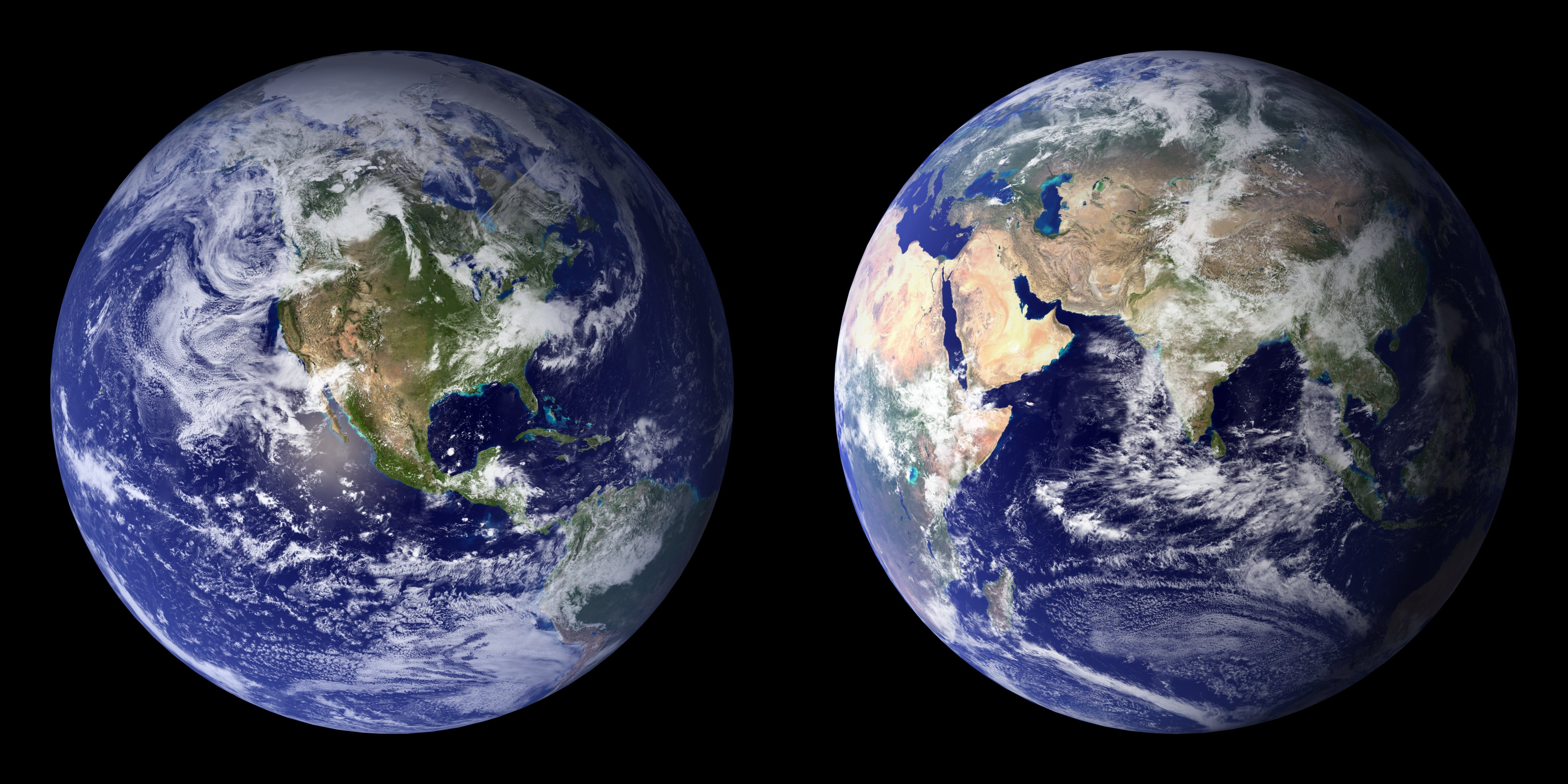
Đạt được tính bền vững sẽ giúp cho Trái Đất tiếp tục nuôi dưỡng cuộc sống nhân loại khi chúng ta biết được điều đó. Bức ảnh tổng hợp "Viên bi xanh" của NASA: 2001 (bên trái), 2002 (bên phải).

Bền vững (tiếng Anh: sustainability) là khả năng duy trì. Trong sinh thái học, từ "bền vững" lý giải cách thức hệ thống sinh học duy trì được sự đa dạng giống loài và sinh sôi theo thời gian. Những vùng đất ẩm ướt và khu rừng tươi tốt lâu đời là điển hình cho hệ thống sinh học bền vững. Đối với con người, tính bền vững là khả năng duy trì lâu dài trạng thái sức khỏe tốt, điều này chiu ảnh hưởng bởi các mặt về môi trường, kinh tế và xã hội.
Hệ sinh thái và môi trường lành mạnh cung cấp hàng hóa và dịch vụ quan trọng đối với con người và những sinh vật khác. Có hai cách chính để làm giảm tác động tiêu cực của con người và tăng cường bảo dưỡng hệ sinh thái. Trước tiên là quản lý môi trường; phương pháp này chủ yếu dựa trên thông tin thu được từ khoa học Trái Đất, khoa học môi trường và sinh học bảo tồn. Phương pháp thứ hai là quản lý sự tiêu thụ tài nguyên của con người, chủ yếu dựa trên dữ liệu về kinh tế.
Bền vững có mối liên hệ với kinh tế thông qua hoàn cảnh kinh tế xã hội của các hoạt động kinh tế. Kinh tế bền vững liên quan đến kinh tế sinh thái, trong đó bao gồm sự tích hợp các khía cạnh văn hóa, xã hội, sức khỏe và tiền tệ cũng như tài chính. Tiến đến bền vững cũng là một thách thức xã hội đòi hỏi hệ thống luật pháp quốc tế và quốc gia, quy hoạch đô thị và giao thông vận tải, lối sống cá nhân, địa phương và đạo đức con người. Có nhiều cách để có lối sống bền vững hơn như tổ chức lại điều kiện sống (làng sinh thái, sinh thái đô thị và thành phố bền vững), thẩm định các thành phần kinh tế (mô hình sinh thái môi trường hài hòa (permalculture), công trình xanh, nông nghiệp bền vững) hoặc thực hành công việc (kiến trúc bền vững), sử dụng khoa học để phát triển công nghệ mới (công nghệ xanh, năng lượng tái tạo) để điều chỉnh lối sống cá nhân nhằm bảo tồn tài nguyên thiên nhiên.

## Đo lường

### Dân số

Biểu đồ cho thấy sự tăng trưởng dân số loài người từ 10.000 năm trước Công nguyên đến năm 2000, minh họa mức tăng trưởng hiện nay theo cấp số nhân.

Theo số liệu dân số ước tính và dự báo của Liên Hợp Quốc năm 2008, dân số thế giới dự kiến đạt 7 tỷ vào đầu năm 2012, tăng từ 6,9 tỉ (tháng 5 năm 2009), và sẽ vượt quá 9 tỷ người vào năm 2050. Phần lớn gia tăng diễn ra ở các nước đang phát triển, với dân số dự kiến sẽ tăng từ 5,6 tỷ trong năm 2009 lên 7,9 tỷ vào năm 2050. Sự gia tăng này chủ yếu nằm trong độ tuổi 15-59 (1,2 tỷ) và hơn 60 tuổi (1,1 tỷ) vì dự đoán số lượng trẻ em dưới 15 tuổi ở các nước đang phát triển sẽ giảm. Ngược lại, dân số của các vùng phát triển hơn ước tính chỉ tăng nhẹ 1,23-1,28 triệu, và có thể giảm 1,15 triệu do xu hướng di cư ròng từ các nước đang phát triển sang các nước phát triển, dự kiến trung bình khoảng 2,4 triệu người trong khoảng từ năm 2009 đến 2050. Ước tính dài hạn về dân số toàn cầu cho thấy có thể lên đến đỉnh điểm 9-10 tỷ người vào khoảng năm 2070, sau đó giảm chậm đến 8,4 tỷ vào năm 2100.
Các nền kinh tế đang nổi lên như Trung Quốc và Ấn Độ, cũng như các nước không công nghiệp hóa nói chung đều mong muốn những tiêu chuẩn sống của thế giới phương Tây. Chính sự kết hợp giữa gia tăng dân số ở các nước đang phát triển và mức tiêu thụ không bền vững ở các nước phát triển đã đặt ra một thách thức khó khăn đối với sự bền vững.

### Khả năng chu cấp

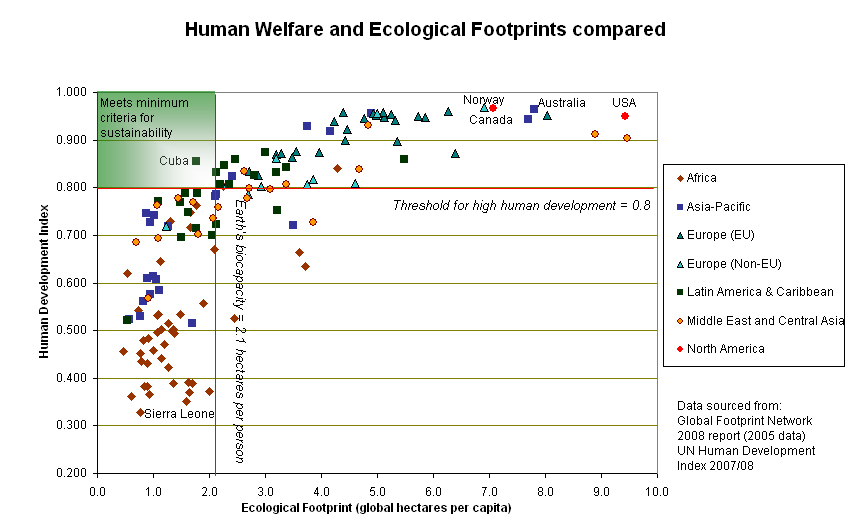
Phương pháp đo lường nhu cầu con người lên hệ sinh thái tại những quốc gia khác nhau so với Chỉ số phát triển con người (HDI) tại các quốc gia đó.

Ngày càng có nhiều dữ liệu cho thấy rằng con người không sống trong khả năng chu cấp của hành tinh. Các phương pháp đo lường nhu cầu của con người lên hệ sinh thái Trái Đất (Ecological footprint) đã xác định mức tiêu thụ của con người trong lĩnh vực đất trồng trọt chăn nuôi cần thiết để cung cấp các nguồn lực và xác định sự hấp thụ chất thải của lượng công dân trung bình trên toàn cầu. Trong năm 2008, mỗi người cần 2,7 ha trên diện tích toàn cầu, nhiều hơn 30% so với khả năng sinh học tự nhiên là 2,1 ha (giả sử không chu cấp cho các sinh vật khác). Kết quả của sự thâm hụt sinh thái là phải dùng những nguồn phụ không bền vững, khai thác được theo 3 cách: rót chế phẩm sinh vật vào hàng hoá và dịch vụ thương mại thế giới; lấy từ quá khứ (ví dụ như nhiên liệu hóa thạch); hoặc vay mượn từ tương lai như sử dụng tài nguyên không bền vững (ví dụ bằng cách khai thác rừng và thủy sản).
Các con số (bên phải của hình) so sánh mức bền vững của quốc gia bằng cách so sánh tác động sinh thái của con người tương phản với Chỉ số phát triển con người (HDI - một thước đo mức sống). Biểu đồ cho thấy những gì các quốc gia cần để duy trì một tiêu chuẩn cần thiết cho đời sống công dân, trong khi đồng thời vẫn duy trì việc sử dụng các nguồn tài nguyên bền vững. Xu hướng chung để nâng cao mức sống là trở nên kém bền vững. Dân số tăng trưởng luôn có tác động rõ rệt lên mức tiêu thụ và hiệu quả sử dụng tài nguyên. Mục tiêu phát triển bền vững là nâng cao mức sống tiêu chuẩn toàn cầu và giữ cho mức tăng việc sử dụng các nguồn tài nguyên trên toàn cầu không vượt mức bền vững, điều này có nghĩa là không vượt quá mức tiêu thụ của hành tinh. Thông tin từ các báo cáo theo quy mô thành phố, khu vực và quốc gia xác nhận xu hướng toàn cầu về vấn đề xã hội đang ngày càng trở nên kém bền vững theo thời gian.

## Khuôn khổ môi trường

### Quản lý tiêu thụ của con người

#### Vật liệu, chất độc hại, chất thải

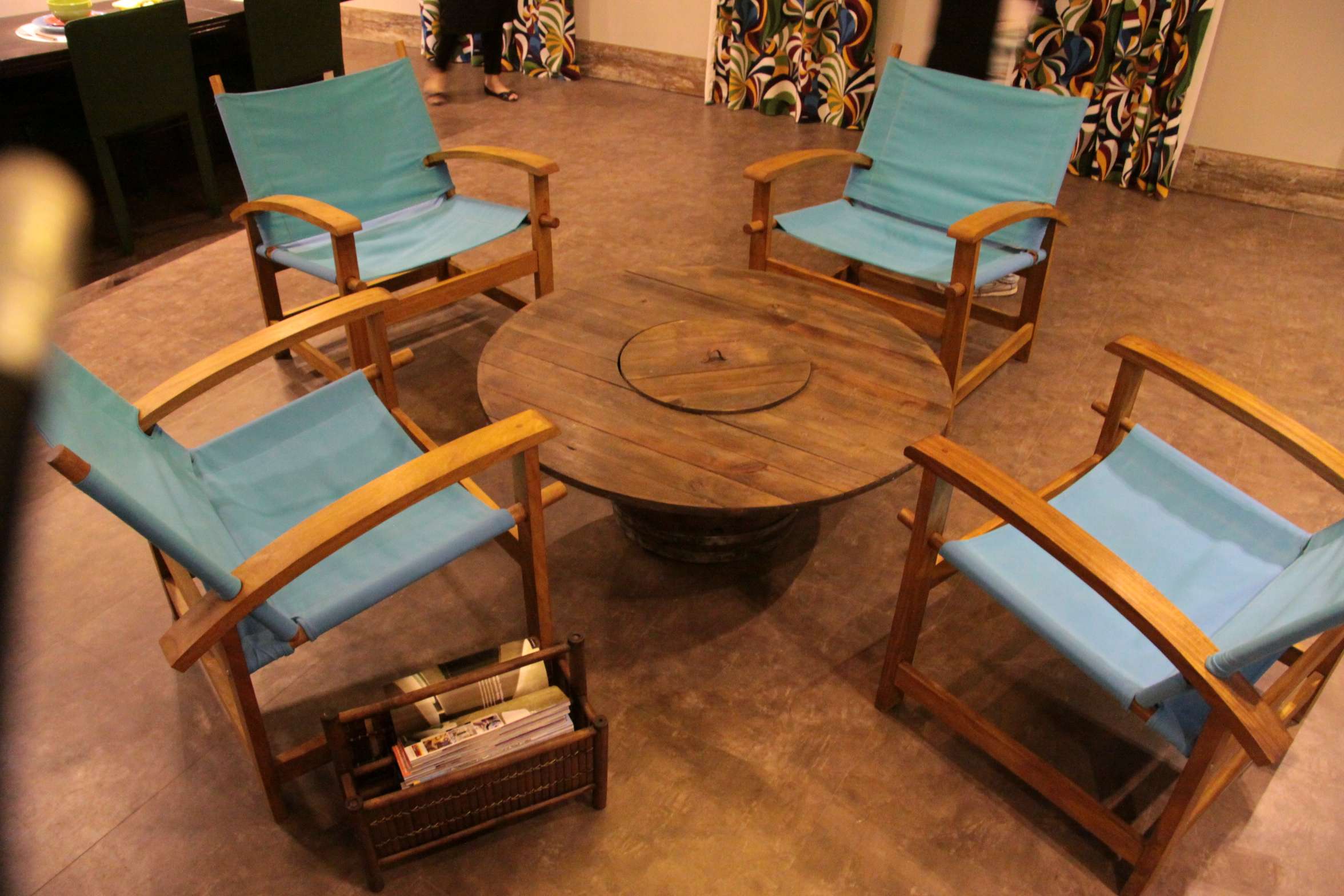
Một bánh xe gỗ từng dùng để cuộn dây điện được tái sử dụng như một chiếc bàn tại hội chợ thiết kế ở Rio de Janeiro. Việc tái sử dụng nguyên liệu là một thực tế rất bền vững hiện đang phát triển nhanh chóng trong giới thiết kế tại Brasil.

Khi dân số toàn cầu cũng như mức ảnh hưởng của dân số đã tăng lên, việc sử dụng các vật liệu khác nhau tăng lên cả về khối lượng, sự đa dạng và khoảng cách vận chuyển. Trong đó bao gồm vật liệu thô, khoáng sản, hóa chất tổng hợp (bao gồm các chất độc hại), sản phẩm sản xuất, thực phẩm, sinh vật sống và chất thải.
Việc sử dụng vật liệu bền vững tập trung vào ý tưởng phi vật chất hóa, chuyển đổi cách sử dụng một chiều thông thường của vật liệu (khai thác, sử dụng, bỏ đi) thành vật liệu mà cách sử dụng luân chuyển tuần hoàn, trong đó vật liệu được tái sử nhiều nhất có thể, tương tự như chu trình của nước trong tự nhiên.